# Karol IV Andegaweński

Herb Karola IV

Karol IV Andegaweński, Karol Walezjusz, Karol z Maine (ur. 1436, zm. 11 grudnia 1481 w Marsylii) – syn Karola Walezjusza, hrabiego Maine (młodszego syna księcia Andegawenii Ludwika II), i Cobelli Ruffo, córki Carlo Ruffo, hrabiego Montalto i Corigliano. Książę Andegawenii od 1480, hrabia Maine od 1472 (jako Karol V).
Po śmierci swojego ojca w 1472 r. został hrabią Maine, Guise, Mortain i Gien. W 1480 r. zmarł jego stryj, René I Andegaweński, po którym Karol odziedziczył księstwo Andegawenii i hrabstwo Prowansji i Forcalquier. Karol używał również tytułu księcia Kalabrii dla podkreślenia swoich pretensji do tronu Neapolu, które odziedziczył po stryju.
21 stycznia 1474 r. poślubił Joannę (1458 – 25 stycznia 1480), córkę Fryderyka II lotaryńskiego, księcia Vaudemont, i Jolanty, księżnej Bar, córki René I Andegaweńskiego. Karol i Joanna nie mieli dzieci.
Po bezpotomnej śmierci Karola w 1481 r. wszystkie jego ziemie odziedziczył król Francji Ludwik XI Walezjusz. Królowie Francji przejęli również pretensje Andegawenów do tronu Neapolu i Sycylii, które podniósł syn Ludwika, Karol VIII Walezjusz, udając się w 1494 r. na wyprawę do Italii.